# Dicrurus annectens
Il drongo becco di corvo o drongo beccogrosso (Dicrurus annectens (Hodgson, 1836)) è un uccello passeriforme appartenente alla famiglia Dicruridae.

## Etimologia
Il nome scientifico della specie, annectens, deriva dal latino e significa "che connette", in riferimento alle somiglianze sia coi dronghi dalla coda più corta che col drongo coda a racchetta minore.

## Descrizione

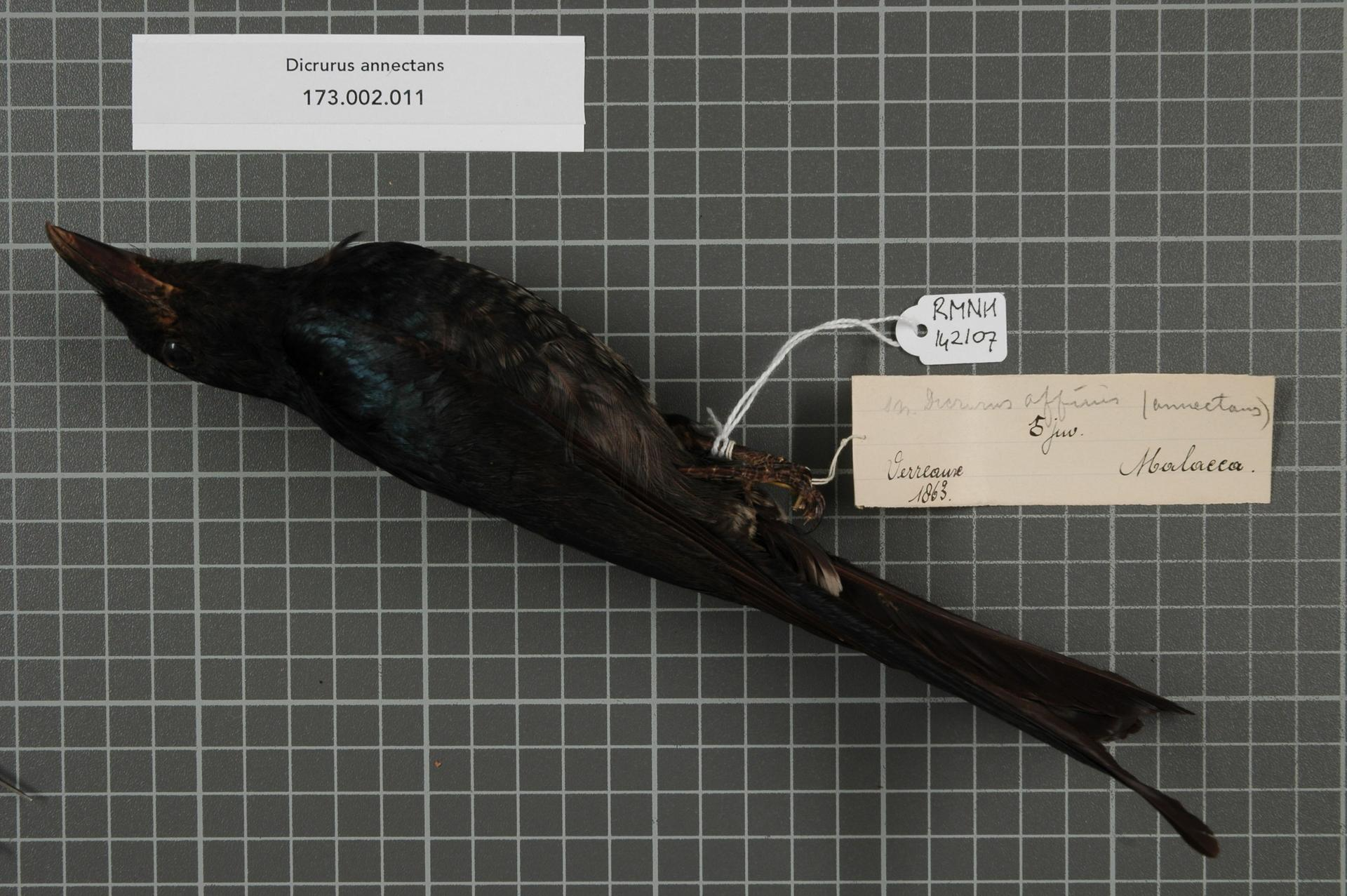
Veduta laterale di esemplare impagliato.

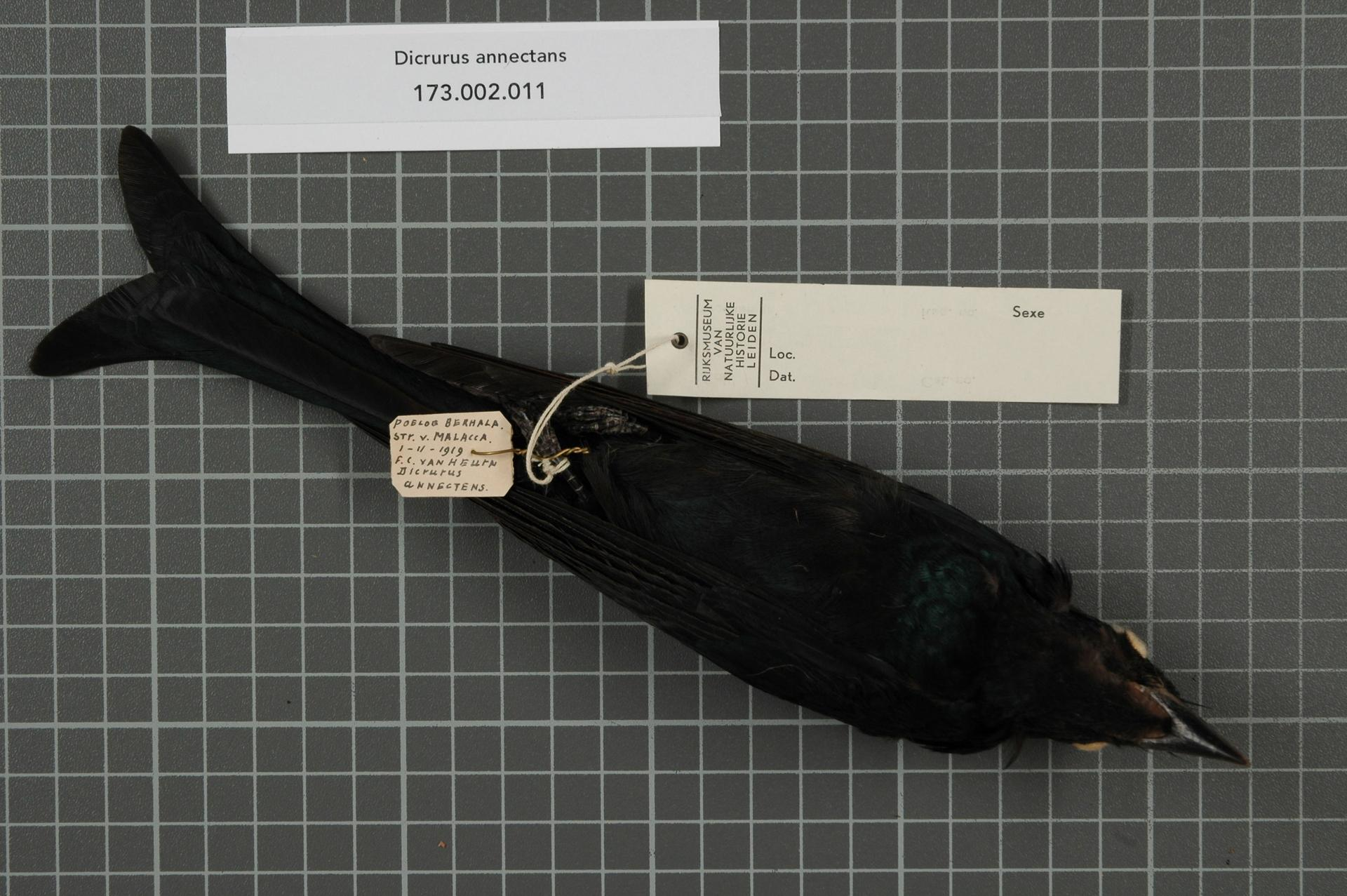
Veduta ventrale di esemplare impagliato.

### Dimensioni
Misura 27-32 cm di lunghezza, per 44-68 g di peso.

### Aspetto
Si tratta di uccelli dall'aspetto robusto e slanciato, muniti di grossa testa di forma arrotondata, grosso becco (tanto largo quanto lungo, sebbene tali proporzioni siano sfalsate dalle penne della fronte rivolte in avanti, che ne nascondono la parte basale superiore) conico e robusto dall'estremità adunca, zampe corte, lunghe ali digitate e coda lunga e dalla metà distaleforcuta, con le due punte arrotondate e lievissimamente incurvate verso l'esterno.
Il piumaggio si presenta interamente di colore nero lucido, con presenza di riflessi metallici di colore bluastro su testa, dorso e ali, ben evidenti quando l'animale è nella luce diretta: l'area ventrale è più opaca e presenta le singole penne con punta più chiara, mentre la coda e le remiganti presentano evidenti sfumature di colore bruno-violaceo.

I due sessi sono del tutto simili nella colorazione.
Il becco e le zampe sono di colore nerastro: gli occhi sono invece di colore bruno scuro.

## Biologia

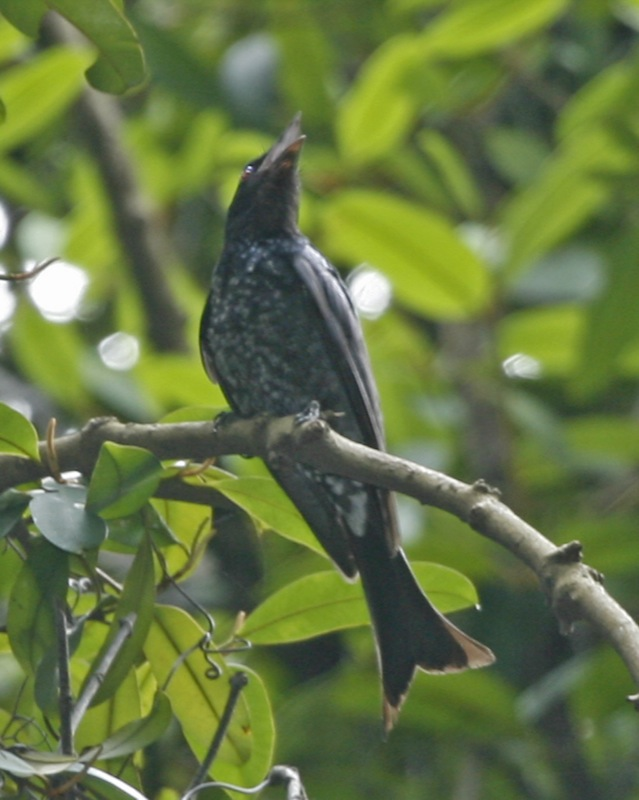
Esemplare vocalizza a Singapore.

Il drongo becco di corvo è un uccello dalle abitudini di vita diurne, che vive da solo o in coppie e passa la maggior parte della giornata appollaiato su di un posatoio in evidenza (generalmente un ramo sul limitare della foresta) osservando i dintorni alla ricerca di eventuali prede (sulle quali cala lestamente) o di potenziali intrusi (che vengono allertati con richiami d'avvertimento ed eventualmente aggrediti).
Si tratta di uccelli molto vocali, che comunicano mediante una grande varietà di richiami, i quali vanno da versi pigolanti o armonici ad alti gracchi nasali. Il drongo becco di corvo emette solitamente i richiami in serie discendente.

### Alimentazione
La specie è prettamente insettivora, cibandosi di grossi insetti ed altri invertebrati che vengono reperiti al suolo, in volo o fra i rami ed il fogliame di alberi e cespugli: il drongo becco di corvo è solito nutrirsi anche di formiche e termiti.

### Riproduzione
Si tratta di uccelli monogami, la cui stagione riproduttiva va da aprile alla fine di giugno.
I due sessi collaborano nella costruzione del nido (una coppa di rametti e fibre vegetali intrecciate, costruita alla biforcazione di un ramo d'albero), nella cova (con la femmina che si occupa di incubare materialmente le uova per una ventina di giorni, mentre il maschio la assiste e la imbecca, scacciando aggressivamente e coraggiosamente intrusi di ogni stazza) e nell'allevamento della prole: i pulli, ciechi e implumi alla schiusa, divengono in grado d'involarsi a circa tre settimane di vita, affrancandosi poi in maniera definitiva dai genitori (che frattanto seguono durante i loro spostamenti ed ai quali continuano a mendicare il cibo, sebbene sempre più sporadicamente man mano che crescono) a circa un mese di distanza dall'involo.

## Distribuzione e habitat
Il drongo becco di corvo popola un areale che si estende lungo le pendici meridionali dell'Himalaya dall'Uttarakhand all'Assam attraverso Nepal, Tibet meridionale e sud-orientale, Bhutan, Sikkim e Arunachal Pradesh, la Birmania settentrionale ed orientale, il nord della Thailandia il Laos il nord dell'Annam, il Tonchino, Hainan ed il sud della Cina (Yunnan, Guangxi): durante i mesi invernali, la specie migra verso sud raggiungendo il Bengala, l'India nordorientale, le foci dell'Irrawaddy, il sud dell'Indocina e la penisola malese, spingendosi a sud fino alle grandi Isole della Sonda (Sumatra, Giava occidentale, costa nord-occidentale del Borneo).
L'habitat di questi uccelli è rappresentato dalla foresta pluviale pedemontana, possibilmente con presenza di radure o aree erbose dove reperire il cibo: soprattutto durante il periodo riproduttivo, questi uccelli si spingono nella foresta primaria.